# Srednjeveške komune v Italiji
Srednjeveška komuna je posebna vrsta samouprave, ki se je pojavila v zahodni Evropi v zgodnjem 11. stoletju. Pripadniki raznih meščanskih slojev so se začasno združevali in se postopoma umikali izpod oblasti fevdalnih gospodov. Na ta način so nastajala mesta in prve mestne uprave.

## Italijanska različica
Povsod po Evropi so se te skupnosti organizirale za zaščito privatne lastnine in prostega trgovanja, zato nad seboj niso priznavale nobene ekonomske oblasti, a se niso upirale ostalim tipičnim fevdalnim obveznostim. Samo italijanske komune so pojem lastnine in svobode jemale bolj iz političnega vidika in so prav zato edine, ki so se pozneje (od 13. stoletja dalje) razvile v samostojna mesta in države. Seveda tu govorimo le o severni polovici Apeninskega polotoka, ki je spadala pod Sveto rimsko cesarstvo, katere uprava ni imela pregleda niti nad najbližnjimi fevdi, kaj šele nad obrobnimi deli države. 
Na jugu Italije so vladali Normani, s strogo fevdalno ureditvijo, ki je sicer dovoljevala nastanek komun, vendar s skrajno omejenimi pravicami. V glavnem so smele te komune samo skrbeti za javni red v mestu in pobirati dajatve za fevdalne gospode.

## Škofovska in laična uprava
Italijansko ljudstvo se je sicer postopoma otreslo fevdalnih gospodov, ostalo pa je deloma pod vplivom Cerkve, saj je imela Srednjeveška miselnost še vedno veliko spoštovanje do cerkvenih predstavnikov. Ko so meščani prišli na oblast, so se velikokrat zavedali svoje nezadostne pripravljenosti na vladanje in so se zato obrnili na škofe. Tako so v raznih italijanskih komunah s časom prišli do pomembnih upravnih položajev samo škofje in njihovi pooblaščenci. 
Oblast je ostala v laičnih rokah v tistih komunah, kjer je bilo na razpolago dovolj šolanih ljudi (sodnikov, notarjev) in dovolj kapitala (večjih posestnikov in trgovcev). Te skupnosti so se sprva imenovale konzularne komune in njihovi predstavniki konzuli. To poimenovanje da razumeti, da so se ta mesta zgledovala po starorimskem načinu upravljanja. Nekateri zgodovinarji menijo, da je sploh vsa zgodovina italijanskih srednjeveških komun le naravna posledica določene rimljanske miselnosti, ki naj bi se bila trajno zakoreninila v nekaterih političnih in socialnih ozirih. Drugi so mnenja, da se je šlo le za sklicevanje na neko idealizirano preteklost. Edina gotova dediščina starorimske države je vsebina statutov, to je komunskih zakonikov, ki temeljijo vsi na zakonodaji antičnega Rima.
Konzulov je bilo navadno dvanajst in so predstavljali bodisi zakonodajno kot sodno oblast. V slučaju važnejših problemov so sklicali parlamentum, to je splošno ljudsko zborovanje, čigar mnenje je bilo odločilno.
Dejansko so konzularne komune trajale malo časa, ker so spori med konzuli privedli do volitve višjega predstavnika, imenovanega podestà. Moral je biti tujec, torej rojen in do tedaj bivajoč izven zadevne komune, in na oblasti je ostal le eno leto. Predsedoval je skupnosti, ki se je imenovala velika komuna (commune majus). To so bile podestatske komune, ki niso več sklicevale parlamenta.

## Notranji spori
Ker so bila mesta v stalnih bojih s sosedi, je komuna potrebovala vedno novih vojakov in gmotnih sredstev. Mestni obrtniki, ki so bili združeni v cehe, so bili številni in so si lahko sami priskrbeli bojno opremo. Komune so se torej obrnile nanje sprva za obrambo mesta, pozneje tudi za osvojevalne bitke. Seveda so se na ta način obrtniki priborili do oblasti: ustvarili so malo komuno (commune minus), na čelu katere je bil capitano, prav tako tujec in izvoljen za eno leto. Ker so bila vsa mesta vedno vpletena v večje in manjše spopade s sosedi, za kar je bilo potrebno sodelovanje vseh meščanov, je velika komuna pač morala sprejeti malo in podestà si je moral deliti oblast s capitanom.
Vendar to ni bilo razredno nasprotovanje, kot bi ga danes imenovali: v resnici je to bila le osebna borba za oblast med bogatejšimi meščani, ki je večkrat popolnoma opustošila in obubožala mesto. Posledice so bile za meščane tako hude, da so po nekaterih bitkah z drugimi mesti morali sprejeti mir »za vsako ceno«, tudi s predajo sovražnemu nasprotniku.
Kjer se to ni zgodilo, je ostala oblast v rokah najmočnejšega ali najspretnejšega med tekmeci, kar je po nekaj desetletjih privedlo do sinjorij.

## Zunanji spori
Prav zaradi začetne opredelitve, ko so se komune obrnile nekatere do škofov in druge do laičnih osebnosti, so se že v prvih zametkih italijanskih komun pokazale ideološke smernice, ki so kmalu privedle do političnega dualizma. To je bil zgodovinski povod za nastanek poznejšega strankarskega boja med gvelfi in gibelini, ki je zajel vsa mesta tedanje Italije. Vsesplošno gibanje za osvojevanje novih ozemelj in širitev oblasti nad sosednje komune se je še stoletja skrivalo za ideološkimi pretvezami in versko pobarvanimi spori strank.